# Megachile kashmirensis
Megachile kashmirensis là một loài Hymenoptera trong họ Megachilidae. Loài này được Tkalcu mô tả khoa học năm 1988.